# Лазар Березовський
Лазар Березовський (хресне ім'я Лев; 17 листопада 1868, Мозолівка — 27 лютого 1952, Глен-Коув) — український церковний діяч, ієромонах-василіянин, педагог, письменник, перекладач, редактор часопису «Місіонар» (1898–1908, 1916–1918), ректор Української папської колегії святого Йосафата (1908–1915, 1921–1925), консультор провінції Найсвятішого Спасителя (1926–1931), генеральний консультор Василіянського Чину святого Йосафата (1931–1946).

## Життєпис
Лев Березовський народився 17 листопада 1868 року в с. Мозолівка Підгаєцького повіту (нині Тернопільський район Тернопільської області) в сім'ї Павла Березовського і його дружини Магдалини (з дому Грушецька). Навчався в Бучацькій головній школі, Бучацькій василіянській гімназії (4 класи), Станиславівській державній гімназії (з 1885 року), Львівській духовній семінарії та богословському факультеті Львівського університету (1889–1893). 12 березня 1893 року отримав ієрейські свячення з рук митрополита Сильвестра Сембратовича. Отримав призначення на парафію в с. Виноград біля Отинії, де організував одну із перших місій під проводом отців василіян. Невдовзі був переведений на сотрудника до Станиславівського катедрального собору, де служив один рік (1894–1895), після чого отримав призначення на префекта Львівської духовної семінарії (1895—1896). 5 листопада 1896 року о. Лев Березовський вступив до Василіянського Чину на новіціят у Добромильський монастир. Це був період т. зв. Добромильської реформи і магістром новіціяту був єзуїт о. Адальберт Баудісс. Після шести місяців кандидатури о. Лев отримав василіянський габіт і змінив ім'я на монаше Лазар. Перші обіти склав 19 червня 1898 року, а вічні — 17 липня 1901 року.
Від червня 1898 до серпня 1908 року був редактором василіянського журналу «Місіонар», започаткував видання щорічних «Календарів „Місіонаря“». У 1906 році о. Лазар Березовський перевів видання «Місіонаря» з етимологічного правопису на фонетичний. У 1906—1908 роках був ігуменом Жовківського монастиря. Будучи ігуменом розбудував жовківську друкарню, закупивши до неї найсучасніші друкарські машини. Від вересня 1908 року до липня 1925 року був ректором Української папської колегії святого Йосафата в Римі й прокуратором Василіянського Чину при Апостольській Столиці. У період Першої світової війни у 1915 році змушений був покинути Рим разом зі студентами. Перебував спершу у Відні, а потім знову в Жовкві, де вдруге став ігуменом монастиря (1915–1918) та редактором «Місіонаря» (1916–1918). У 1918–1921 роках проживав у монастирі св. Онуфрія у Львові. 1921 року повернувся до Риму до обов'язків ректора Української папської колегії (до 1925 року). За ректорства о. Березовського в Українській колегії в Римі проживали, навчаючись в папських університетах такі відомі діячі УГКЦ як митрополит Йосиф Сліпий, єпископи Йосафат Коциловський, Іван Бучко, Миколай Чарнецький та інші.
З 1925 року — в Галичині: духівник новиків у Крехові (1925–1927), професор української мови і літератури, грецької, німецької та церковнослов'янської мов у Лаврові. Водночас з 1926 року був консультором василіянської провінції Найсвятішого Спасителя за протоігумена о. Анастасія Калиша. На Генеральній капітулі в Добромилі в 1931 році обраний третім генеральним консультором при Генеральній курії, яка невдовзі перенесла свій осідок до Риму. На цьому уряді перебував о. Лазар Березовський до 1946 року і через два роки переїхав із Риму до США, де перебував у монастирях у Глен-Коуві й Давсоні.
Отець Лазар Березовський помер 27 лютого 1952 року в монастирі св. Йосафата в м. Глен-Коув, похований у крипті оо. василіян у Чикаго.

## Публікації
Публікував статті в журналі «Місіонар» і «Календарі „Місіонаря“», видав «Календарі „Місіонаря“» на 1901–1909 і 1916–1919 роки.
- «Набоженство до св. Йосифа» (3-тє вид., Жовква 1921)
- «Місяць май посвячений Преч. Діві Марії» (Жовква 1928),
- «Товариство Доброї Смерти під покровом Страждущої Божої Матери» (у співавторстві з о. Йосифом Чепілем, ЧСВВ, вид. 2-ге, Жовква 1928),
- «Молитва доброї дитини. Молитовничок для любих діток» (4-те вид., Жовква 1929),
- «Як молитися на вервици» (вид. 5-те, Жовква 1930),
- «Будьте досконалі. Молитовник Служебниці Пресвятої і Пренепорочної Діви Марії» (Жовква 1937),
- «Чин облечин і обітів часових і вічних у Згромадженні Сестер Служебниць Пресв. Непорочної Діви Марії» (Ґроттаферрата 1950).

У рукописі залишилися переклади «Псалмів».